# Mukhtaran Bibi

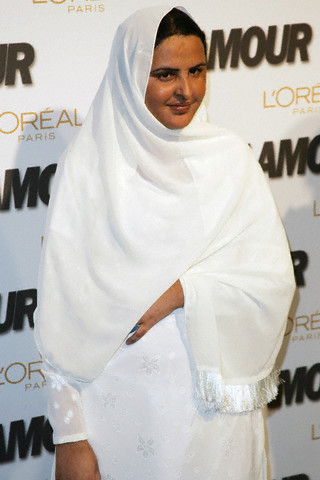
Mukhtaran Bibi, în revista Glamour, „Femeia anului 2005”

Mukhtaran Bibi, supranumită de către elevele sale, Mukhtar Mai („stimată soră mai mare”) - este o femeie cu cetățenie pakistaneză, de religie musulmană sunnită, născută în anul 1972, în satul Meerwala, județul Muzaffargarh, din sudul Pendjabului de Apus, din Pakistan și face parte din casta Gujjar.
A fost căsătorită încă de la vârsta de optsprezece ani cu un bărbat pe care nu îl cunoștea, „trândav și incapabil”, de care a reușit să divorțeze repede cu ajutorul tatălui său. Mukhtaran nu știa să scrie sau să citească, însă știa Coranul pe de rost și îl preda copiilor din sat. De asemenea, pentru a contribui la veniturile familiei, învăța femeile din localitate să brodeze.
În iunie 2002, a fost violată de către patru barbați din clanul Mastoi ca modalitate de răzbunare, după ce consiliul jirga, care era alcătuit și din membri ai respectivului clan, a luat hotărârea de condamnare la viol colectiv.
Deși obiceiul era ca după un viol, femeia să se sinucidă, Mukhataran a hotărât să vorbească și cazul ei a ajuns să fie cunoscut atât în presa națională, cât și în cea internatională.
La data de 31 august 2002, tribunalul antiterrorist din Dera Ghazi Khan a condamnat la moarte șase inculpați, patru dintre ei pentru violul comis asupra lui Mukhtaran, iar doi pentru instigare la viol.
La 3 martie 2005, Curtea de Apel din Multan, achită cinci dintre inculpați, iar pe cel de-al șaselea îl condamnă la detențiune pe viață.
În anul 2011, Curtea Supremă din Islamabad îi achită, de asemnea, pe acuzați.
În anul 2009, Mukhtaran a devenit soția unui polițist care era deja căsătorit.

## Violul
Mukhtaran Bibi a mărturisit că în iunie 2002, fratele mai mic al acesteia, Shakkur, care avea 12 ani, a fost acuzat de către clanul Mastoi („un clan alcătuit din fermieri puternici și războinici” , cunoscuți ca oameni violenți, influenți și înarmați) că „i-ar fi vorbit unei fiice din clanul lor, Salma”, care avea peste 20 de ani.
Pe 22 iunie 2002, Shakkur a fost răpit, bătut și violat de către membri ai tribului Mastoi.
Mollah-ul, Abdul Razzak, prin prestigiul oferit de funcția sa religioasă, era singurul care avea dreptul să intervină. Acesta nu a obținut eliberarea băiatului și, din acest motiv, tatăl lui Shakkur, Ghulam Farid Jat, a mers la poliție pentru a depune plângere.
Cei din clanul Mastoi, jigniți că un țăran din clanul Gujjar (care era mai prejos decât ei) a îndrăznit să depună mărturie, au schimbat învinuirea și le-au spus polițiștilor că Shakkur a violat-o pe Salma. În Pakistan, în conformitate cu Sharia (legislația islamică), pentru aceste fapte, Shakkur risca pedeapsa cu moartea.
Mukhataran Bibi, în vârstă de 28 de ani, a fost aleasă de către familia ei să ceară iertare clanului Mastoi. Scuzele nu au fost acceptate, iar membrii sfatului dau sentința de „condamnare la viol colectiv, pentru a-și redobândi ceea ce ei numesc <<justiția onoarei>>”. Astfel, Mukhataran a fost violată de  patru barbați, într-un grajd. După acea întâmplare, aceasta a fost „îmbrâncită afară, pe jumătate dezbrăcată, în fața întregului sat care aștepta”.
După un timp, Mukhataran Bibi, Shakkur, tatăl și unchiul său sunt chemați la poliție și sunt îndemnați să nu îi învinovățească pe cei din clanul Mastoi.

## Reacția presei
La scurt timp de la acest eveniment, povestea a devenit cunoscută atât în presa națională, cât și în cea internațională.
La data de 3 iunie 2002, un reporter BBC din Islamabad a redactat un material despre această întâmplare tragică.
La 8 iulie 2002, revista Time a publicat un articol cu privire la cazul lui Mukhtaran.

## Reacția poliției
Poliția din provincia respectivă, direct subordonată castelor superioare, i-a posdatat plângerea lui Mukhtaran Bibi (fusese redactată pe 28 iunie și datată pe 30 iunie), a constrâns-o să semneze o declarație în alb și a instigat-o să nu facă vreo afirmație împotriva clanului Mastoi, în special împotriva liderului acesteia, Faiz Mastoi, care „este un om foarte cunoscut și nu este foarte rău”.

## Reacția Guvernului
O doamnă ministru, secretar de stat pentru problemele femeilor din Pakistan, Attya, i-a înmânat lui Mukhtaran Bibi, un cec în valoare de 500 de mii de rupii din partea Guvernului, ulterior aflându-se că a fost trimisă personal de președintele țării.
La început, Mukhataran nu a vrut să accepte cec-ul, susținând idea conform căreia ajutorul pe care îl dorește constă în construirea unei școli pentru fete.
Spre sfârșitul anului 2002, a fost deschisă școala de fete, înființată de Mukhtaran Bibi, cu ajutor acordat de către stat.

## Sentința
Cauza a fost judecată la un tribunal antiterorist din Dera Ghazi Khan. Prima audiență a avut loc în luna iulie, într-o zi de vineri, fiind 14 inculpați, „nouă dintre ei urmând să dea socoteală pentru delictul de a-l fi imobilizat pe tatăl lui Mukhataran sub amenințarea armelor, iar Faiz și încă patru, pentru viol.”
În legislația islamică există două modalități de a dovedi un viol: „fie prin mărturisirea completă a vinovatului sau a vinovaților – ceea ce nu se întâmplă niciodată, fie prin aducerea a patru martori adulți, musulmani, a căror religiozitate este recunoscută de toți și pe care completul de judecată îi consideră demni de încredere.” 
La data de 31 august 2002, în cadrul unei ședințe ce a avut loc la o oră târzie din noapte, instanța pronunță verdictul. „Șase oameni sunt condamnați la moarte și la plata sumei de cincizeci de mii de rupii pentru daune și interese. Patru dintre ei, pentru violul comis asupra lui Mukhtaran Bibi, iar ceilalți doi pentru că s-au făcut vinovați, în cursul întrunirii tribunalului jirga (tribunalul satului, însărcinat cu rezolvarea problemelor iscate, asemenea justiției oficiale), de instigare la viol – respective, Faiz, căpetenia clanului și numitul Ramzan, amândoi în calitate de membri ai sfatului sătesc jirga…Opt dintre arestații preventiv au fost puși în libertate”.
S-a făcut apel, iar cauza a fost judecată la Curtea de Apel din Multan. Pe 3 martie 2005, instanța îi achită pe cei cinci și dispune eliberarea lor, unul singur fiind condamnat la detențiune pe viață.
S-a făcut recurs la Curtea Supremă din Islamabad, însă și aceasta îi achită pe inculpați.